# Großer Preis von Japan 2004
Der Große Preis von Japan 2004 (offiziell 2004 Formula 1 Fuji Television Japanese Grand Prix) fand am 10. Oktober auf dem Suzuka Circuit in Suzuka statt und war das 17. Rennen der Formel-1-Weltmeisterschaft 2004.

## Berichte

### Hintergrund
Nach dem Großen Preis von Belgien stand Michael Schumacher bereits als Fahrerweltmeister fest. Nach dem Großen Preis von China führte er in der Fahrerwertung uneinholbar mit 28 Punkten vor Rubens Barrichello und mit 57 Punkten vor Jenson Button. Nach dem Großen Preis von Ungarn stand Ferrari als Konstrukteursweltmeister fest. Sie führten in der Konstrukteurswertung mit 139 Punkten uneinholbar vor BAR-Honda und mit 148 Punkten vor Renault.
Vor dem Rennwochenende gab es einen Fahrerwechsel: Jarno Trulli bestritt sein erstes Rennen für Toyota, nachdem er zuvor in China bei Renault durch Jacques Villeneuve ersetzt wurde. Er ersetzte dort wiederum Ricardo Zonta.
Für Olivier Panis sollte es der 157. und letzten Grand Prix werden, da er anschließend seine Karriere beendete.
Mit Michael Schumacher (fünfmal) und Barrichello (einmal) traten zwei ehemalige Sieger zu diesem Grand Prix an.

### Training
Die letzten sechs Teams der Konstrukteursmeisterschaft 2003 waren berechtigt am Freitag im Training ein drittes Auto einzusetzen. Diese Fahrer fuhren am Freitag, traten aber weder im Qualifying noch im Rennen an. Anthony Davidson (BAR-Honda), Björn Wirdheim (Jaguar-Cosworth), Ryan Briscoe (Toyota), Robert Doornbos (Jordan-Cosworth) und Bas Leinders (Minardi-Cosworth) nahmen in dieser Funktion an den Freitagstrainings teil.
Am Freitag war Michael Schumacher mit 1:47,906 Minuten der Schnellste vor Giancarlo Fisichella und Barrichello.
Am Samstag fuhr erneut Michael Schumacher die schnellste Runde, gefolgt von Fisichella und Kimi Räikkönen.

### Qualifying
Im ersten Qualifying, in dem die Startpositionen für das zweite Qualifying ermittelt wurden, erzielte Trulli die schnellste Runde vor Michael und Ralf Schumacher.
Im Qualifying erzielte dann Michael Schumacher die schnellste Zeit und sicherte sich die Pole-Position vor Ralf Schumacher und Mark Webber. Aufgrund der Wetterbedingungen wurde das Qualifying erst am Sonntagmorgen ausgetragen.

### Rennen
Nach einigen von schlechtem Wetter geplagten Tests startete das Rennen unter trockenen Bedingungen und Sonnenschein. Beim Start hatten Michael und Ralf Schumacher keine Schwierigkeiten, die Führung zu behaupten. Webber hingegen startete schlecht und wurde von Button, Takuma Satō und Trulli überholt. Michael Schumacher verschaffte sich sofort einen deutlichen Vorteil gegenüber seinen Gegnern. Der Einzige, der ein ähnliches Tempo fuhr, war sein Bruder Ralf, der in der 9. Runde allerdings auch als Erster an die Box ging. Als Michael Schumacher vier Runden später nachtankte, kam er als Führender wieder auf die Strecke, vor Button (der mit einer Zwei-Stopp-Strategie startete und daher noch nicht an die Box gekommen war). Das Rennen um den ersten Platz war praktisch schon vorbei. Während das BAR-Duo um den dritten Platz kämpfte (Satō mit einer Drei-Stopp-Strategie gegen die von Button), wurde das Rennen durch das Comeback von Barrichello, Juan Pablo Montoya, Räikkönen und Fernando Alonso belebt.
In Runde 20 schied Webber aus einem eher ungewöhnlichen Grund aus: Das Cockpit seines Jaguars überhitzte sich aus unerklärlichen Gründen so sehr, dass der australische Fahrer leichte Verbrennungen am Oberschenkel erlitt. Nach der ersten Serie von Stopps begannen Jarno Trulli, Montoya, Barrichello und Fisichella ein intensives Duell. Michael Schumacher führte weiterhin ungestört und gab die Führung keine Runde lang ab. Auch sein Bruder Ralf hatte keine besonderen Schwierigkeiten, seinen zweiten Platz vor den beiden BAR-Fahrern zu verteidigen. David Coulthard klettert in der Gesamtwertung stark nach oben und legt zunächst nur zwei Stopps ein. Rund zwanzig Runden vor Schluss lag der Schotte auf dem fünften Platz, nachdem er bereits zum zweiten Mal getankt hatte.
Hinter ihm erholte sich Barrichello jedoch schnell. In Runde 38 versuchte der Brasilianer einen Angriff, doch der McLaren-Fahrer kam aus der Kurve und die beiden berührten sich anschließend. Die beiden Wagen waren irreparabel beschädigt und beide mussten aufgeben. Alonso rückte damit auf den fünften Platz vor. Währenddessen setzte sich Button im Duell um das Podium gegen seinen Teamkollegen durch. In den letzten Runden gab es keine Überraschungen mehr und Michael Schumacher gewann vor Ralf Schumacher, Button, Satō, Alonso, Räikkönen, Montoya und Fisichella.
Für Ferrari war es der 15. Sieg der Saison. Damit stellten sie den bisherigen Rekord des McLaren MP4/4 ein, der 1988 15 von 16 Grands Prix-Siege errang, und des Ferrari F2002, der im Jahr 2002 15 von 17 gewann.

## Meldeliste
| Team                       | Nr. | Fahrer               | Chassis        | Motor                 | Reifen |
| -------------------------- | --- | -------------------- | -------------- | --------------------- | ------ |
| Scuderia Ferrari Marlboro  | 01  | Michael Schumacher   | Ferrari F2004  | Ferrari 3.0 V10       | B      |
| Scuderia Ferrari Marlboro  | 02  | Rubens Barrichello   | Ferrari F2004  | Ferrari 3.0 V10       | B      |
| BMW.WilliamsF1 Team        | 03  | Juan Pablo Montoya   | Williams FW26  | BMW 3.0 V10           | M      |
| BMW.WilliamsF1 Team        | 04  | Ralf Schumacher      | Williams FW26  | BMW 3.0 V10           | M      |
| West McLaren Mercedes      | 05  | David Coulthard      | McLaren MP4-19 | Mercedes-Benz 3.0 V10 | M      |
| West McLaren Mercedes      | 06  | Kimi Räikkönen       | McLaren MP4-19 | Mercedes-Benz 3.0 V10 | M      |
| Mild Seven Renault F1 Team | 07  | Jacques Villeneuve   | Renault R24    | Renault 3.0 V10       | M      |
| Mild Seven Renault F1 Team | 08  | Fernando Alonso      | Renault R24    | Renault 3.0 V10       | M      |
| Lucky Strike BAR Honda     | 09  | Jenson Button        | BAR 006        | Honda 3.0 V10         | M      |
| Lucky Strike BAR Honda     | 10  | Takuma Satō          | BAR 006        | Honda 3.0 V10         | M      |
| Lucky Strike BAR Honda     | 35  | Anthony Davidson     | BAR 006        | Honda 3.0 V10         | M      |
| Sauber Petronas            | 11  | Giancarlo Fisichella | Sauber C23     | Petronas 3.0 V10      | B      |
| Sauber Petronas            | 12  | Felipe Massa         | Sauber C23     | Petronas 3.0 V10      | B      |
| Jaguar Racing              | 14  | Mark Webber          | Jaguar R5      | Cosworth 3.0 V10      | M      |
| Jaguar Racing              | 15  | Christian Klien      | Jaguar R5      | Cosworth 3.0 V10      | M      |
| Jaguar Racing              | 37  | Björn Wirdheim       | Jaguar R5      | Cosworth 3.0 V10      | M      |
| Panasonic Toyota Racing    | 16  | Jarno Trulli         | ToyotaTF104    | Toyota 3.0 V10        | M      |
| Panasonic Toyota Racing    | 17  | Olivier Panis        | ToyotaTF104    | Toyota 3.0 V10        | M      |
| Panasonic Toyota Racing    | 38  | Ryan Briscoe         | ToyotaTF104    | Toyota 3.0 V10        | M      |
| Jordan-Ford                | 18  | Nick Heidfeld        | Jordan EJ14    | Ford 3.0 V10          | B      |
| Jordan-Ford                | 19  | Timo Glock           | Jordan EJ14    | Ford 3.0 V10          | B      |
| Jordan-Ford                | 39  | Robert Doornbos      | Jordan EJ14    | Ford 3.0 V10          | B      |
| Minardi F1 Team            | 20  | Gianmaria Bruni      | Minardi PS04B  | Cosworth 3.0 V10      | B      |
| Minardi F1 Team            | 21  | Zsolt Baumgartner    | Minardi PS04B  | Cosworth 3.0 V10      | B      |
| Minardi F1 Team            | 40  | Bas Leinders         | Minardi PS04B  | Cosworth 3.0 V10      | B      |

Anmerkungen
1. 1 2 3 4 5  Nahm nur am Freitagstraining teil.

## Klassifikationen

### Qualifying
| Pos. | Fahrer               | Konstrukteur     | Q1         | Q2         | Start |
| ---- | -------------------- | ---------------- | ---------- | ---------- | ----- |
| 01   | Michael Schumacher   | Ferrari          | 1:38,397   | 1:33,542   | 01    |
| 02   | Ralf Schumacher      | Williams-BMW     | 1:38,864   | 1:34,032   | 02    |
| 03   | Mark Webber          | Jaguar-Cosworth  | 1:39,170   | 1:34,571   | 03    |
| 04   | Takuma Satō          | BAR-Honda        | 1:40,135   | 1:34,897   | 04    |
| 05   | Jenson Button        | BAR-Honda        | 1:41,423   | 1:35,157   | 05    |
| 06   | Jarno Trulli         | Toyota           | 1:37,716   | 1:35,213   | 06    |
| 07   | Giancarlo Fisichella | Sauber-Petronas  | 1:40,151   | 1:36,136   | 07    |
| 08   | David Coulthard      | McLaren-Mercedes | 1:41,126   | 1:36,156   | 08    |
| 09   | Jacques Villeneuve   | Renault          | 1:41,857   | 1:36,274   | 09    |
| 10   | Olivier Panis        | Toyota           | 1:40,029   | 1:36,420   | 10    |
| 11   | Fernando Alonso      | Renault          | 1:42,056   | 1:36,663   | 11    |
| 12   | Kimi Räikkönen       | McLaren-Mercedes | 1:41,517   | 1:36,820   | 12    |
| 13   | Juan Pablo Montoya   | Williams-BMW     | 1:44,370   | 1:37,653   | 13    |
| 14   | Christian Klien      | Jaguar-Cosworth  | 1:42,054   | 1:38,258   | 14    |
| 15   | Rubens Barrichello   | Ferrari          | 1:41,001   | 1:38,637   | 15    |
| 16   | Nick Heidfeld        | Jordan-Ford      | 1:42,434   | 1:41,953   | 16    |
| 17   | Timo Glock           | Jordan-Ford      | 1:43,682   | 1:43,533   | 17    |
| 18   | Gianmaria Bruni      | Minardi-Cosworth | 1:45,415   | 1:48,069   | 18    |
| 19   | Zsolt Baumgartner    | Minardi-Cosworth | keine Zeit | keine Zeit | Box   |
| 20   | Felipe Massa         | Sauber-Petronas  | 1:41,707   | keine Zeit | 19    |

Anmerkungen
1. ↑  Baumgartner durfte am Rennen teilnehmen, da er im Training ausreichend schnell gefahren war.
2. ↑  Baumgartner musste aus der Boxengasse starten, da an seinem Wagen Teile ausgetauscht wurden, als er unter Parc-fermé-Bedingungen stand.

### Rennen
| Pos. | Fahrer               | Konstrukteur     | Runden | Stopps | Zeit        | Start | Schnellste Runde |
| ---- | -------------------- | ---------------- | ------ | ------ | ----------- | ----- | ---------------- |
| 01   | Michael Schumacher   | Ferrari          | 53     | 3      | 1:24:26,985 | 01    | 1:32,796 (41.)   |
| 02   | Ralf Schumacher      | Williams-BMW     | 53     | 3      | + 14,098    | 02    | 1:33,467 (23.)   |
| 03   | Jenson Button        | BAR-Honda        | 53     | 2      | + 19,662    | 05    | 1:33,819 (33.)   |
| 04   | Takuma Satō          | BAR-Honda        | 53     | 3      | + 31,781    | 04    | 1:33,742 (28.)   |
| 05   | Fernando Alonso      | Renault          | 53     | 2      | + 37,767    | 11    | 1:34,279 (29.)   |
| 06   | Kimi Räikkönen       | McLaren-Mercedes | 53     | 2      | + 39,362    | 12    | 1:33,920 (35.)   |
| 07   | Juan Pablo Montoya   | Williams-BMW     | 53     | 3      | + 55,347    | 13    | 1:33,779 (30.)   |
| 08   | Giancarlo Fisichella | Sauber-Petronas  | 53     | 3      | + 56,276    | 07    | 1:33,850 (44.)   |
| 09   | Felipe Massa         | Sauber-Petronas  | 53     | 3      | + 1:29,656  | 19    | 1:33,614 (40.)   |
| 10   | Jacques Villeneuve   | Renault          | 52     | 2      | + 1 Runde   | 09    | 1:35,290 (28.)   |
| 11   | Jarno Trulli         | Toyota           | 52     | 3      | + 1 Runde   | 06    | 1:34,626 (52.)   |
| 12   | Christian Klien      | Jaguar-Cosworth  | 52     | 2      | + 1 Runde   | 14    | 1:35,261 (32.)   |
| 13   | Nick Heidfeld        | Jordan-Ford      | 52     | 3      | + 1 Runde   | 16    | 1:35,524 (25.)   |
| 14   | Olivier Panis        | Toyota           | 51     | 3      | + 2 Runden  | 10    | 1:34,438 (11.)   |
| 15   | Timo Glock           | Jordan-Ford      | 51     | 3      | + 2 Runden  | 17    | 1:36,667 (14.)   |
| 16   | Gianmaria Bruni      | Minardi-Cosworth | 50     | 3      | + 3 Runden  | 18    | 1:39,352 (27.)   |
| –    | Zsolt Baumgartner    | Minardi-Cosworth | 41     | 3      | DNF         | Box   | 1:39,434 (26.)   |
| –    | David Coulthard      | McLaren-Mercedes | 38     | 2      | DNF         | 08    | 1:33,917 (14.)   |
| –    | Rubens Barrichello   | Ferrari          | 38     | 2      | DNF         | 15    | 1:32,730 (30.)   |
| –    | Mark Webber          | Jaguar-Cosworth  | 20     | 2      | DNF         | 03    | 1:34,229 (13.)   |

## WM-Stände nach dem Rennen
Die ersten acht jedes Rennens bekamen 10, 8, 6, 5, 4, 3, 2 bzw. 1 Punkt(e).

### Fahrerwertung
| Pos. | Fahrer               | Konstrukteur     | Punkte |
| ---- | -------------------- | ---------------- | ------ |
| 01   | Michael Schumacher   | Ferrari          | 146    |
| 02   | Rubens Barrichello   | Ferrari          | 108    |
| 03   | Jenson Button        | BAR-Honda        | 85     |
| 04   | Fernando Alonso      | Renault          | 54     |
| 05   | Juan Pablo Montoya   | Williams-BMW     | 48     |
| 06   | Jarno Trulli         | Toyota / Renault | 46     |
| 07   | Kimi Räikkönen       | McLaren-Mercedes | 37     |
| 08   | Takuma Satō          | BAR-Honda        | 31     |
| 09   | David Coulthard      | McLaren-Mercedes | 24     |
| 10   | Giancarlo Fisichella | Sauber-Petronas  | 22     |
| 11   | Ralf Schumacher      | Williams-BMW     | 20     |
| 12   | Felipe Massa         | Sauber-Petronas  | 11     |
| 13   | Mark Webber          | Jaguar-Cosworth  | 7      |

| Pos. | Fahrer             | Konstrukteur     | Punkte |
| ---- | ------------------ | ---------------- | ------ |
| 14   | Olivier Panis      | Toyota           | 6      |
| 15   | Antonio Pizzonia   | Williams-BMW     | 6      |
| 16   | Christian Klien    | Jaguar-Cosworth  | 3      |
| 17   | Cristiano da Matta | Toyota           | 3      |
| 18   | Nick Heidfeld      | Jordan-Ford      | 3      |
| 19   | Timo Glock         | Jordan-Ford      | 2      |
| 20   | Zsolt Baumgartner  | Minardi-Cosworth | 1      |
| 21   | Ricardo Zonta      | Toyota           | 0      |
| 22   | Jacques Villeneuve | Renault          | 0      |
| 23   | Marc Gené          | Williams-BMW     | 0      |
| 24   | Giorgio Pantano    | Jordan-Ford      | 0      |
| 25   | Gianmaria Bruni    | Minardi-Cosworth | 0      |

### Konstrukteurswertung
| Pos. | Konstrukteur     | Punkte |
| ---- | ---------------- | ------ |
| 01   | Ferrari          | 254    |
| 02   | BAR-Honda        | 116    |
| 03   | Renault          | 100    |
| 04   | Williams-BMW     | 74     |
| 05   | McLaren-Mercedes | 61     |

| Pos. | Konstrukteur     | Punkte |
| ---- | ---------------- | ------ |
| 06   | Sauber-Petronas  | 33     |
| 07   | Jaguar-Cosworth  | 10     |
| 08   | Toyota           | 9      |
| 09   | Jordan-Ford      | 5      |
| 10   | Minardi-Cosworth | 1      |